# 철쭉
철쭉(Royal azalea)은 진달래과에 속하는 낙엽관목이다. 속씨식물로, 학명은 Rhododendron schlippenbachii이다. 한국이 원산으로, 그밖에 중국 동북지역, 일본, 러시아 극동지역에 분포한다. 홍황철쭉, 대만철쭉, 비스코숨철쭉 등 여러 종이 있다.
철쭉은 걸음을 머뭇거리게 한다는 뜻의 ‘척촉(躑躅)’이 변해서 된 이름이다. 잎에 독이 있어 ‘개꽃’이라고도 한다. 경기도 용인시의 시화이며, 《삼국유사》의 〈헌화가〉에서 노인이 벼랑 끝의 꽃을 꺾어 수로부인에게 바친 것이 철쭉이라고 전한다.

## 생태
키는 2~5m쯤 되며 산에서 흔히 자란다. 나무껍질은 노란색 또는 황갈색이고 세로로 불규칙하게 갈라진다. 가지에는 가는 털이 나 있다. 어린 가지와 꽃자루는 끈끈하다. 잎은 거꾸로 된 물방울 모양이거나 넓은 타원 모양이고, 끝이 둥글고, 솜털이 있으며, 길이는 4~7 cm 정도이고, 너비는 1.5~2.5 cm 정도이며 보통 어긋나지만, 가지 끝에서는 4~5개씩 모여 난다. 꽃은 4~5월에 연분홍색, 진분홍색, 흰색, 빨간색 등의 색이 있고 잎이 나면서 피며 산형꽃차례를 이룬다. 꽃부리는 지름 5-8cm의 깔때기 모양이며 5개로 갈라지는데, 위쪽 3개의 열편에 적갈색 반점이 있다. 수술은 8~10개이며 길이가 서로 다르고, 암술은 1개이다. 열매는 삭과이며 길이 1.5cm 정도의 긴타원형 달걀꼴로 10월에 익는다. 삽목번식할 수 있고, 키우기 쉽다.
철쭉을 먹이식물로 하는 곤충으로는 극동등에잎벌의 애벌레가 있는데, 철쭉 잎 속에 알을 낳아서 자란다.

## 어원
어원은 꽃대에 독성이 있어서 양이 철쭉꽃을 먹으면 죽기 때문에 보기만 해도 겁을 내어 척촉(제자리 걸음)한다 하여 양척촉이라 하던 것이 철쭉으로 변한 것이다. '개꽃'이라고도 불린다.

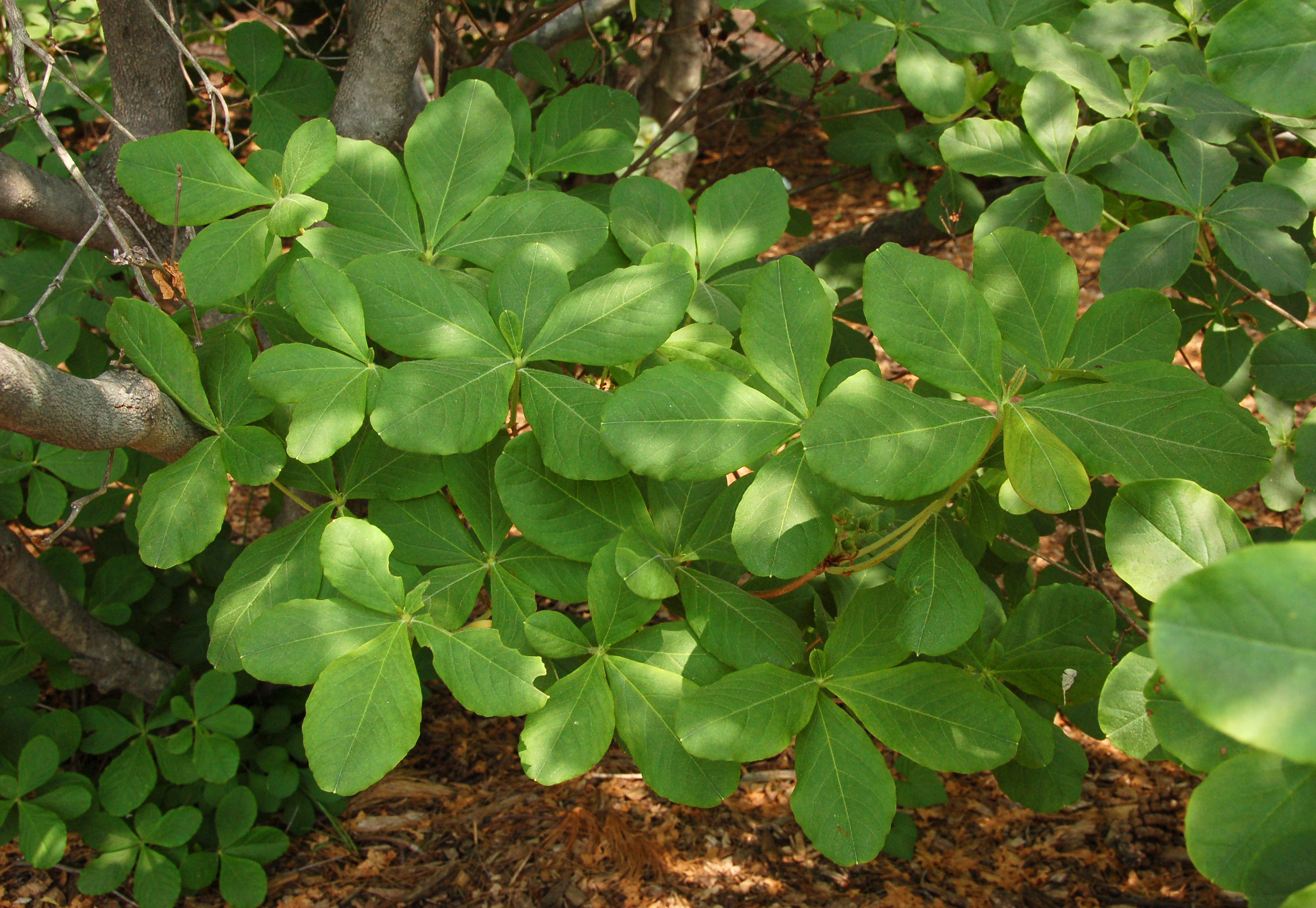
철쭉 잎사귀

## 쓰임새
잎을 강장·이뇨·건위 등의 약재로 쓴다. 꽃에는 그레이야노톡신이라는 독성물질이 있으므로 먹지 못한다. 잘못 먹으면 사망에 이를 수 있다.

## 비슷한 나무
잎이 나기 전에 꽃이 피는 진달래(R. mucronulatum)와 흰색 꽃이 피는 흰철쭉(R. schlippenbachii for. albiflorum), 바소 모양 잎이 나며 자홍색 꽃이 피는 산철쭉(R. yedoense var. poukhanense), 일본 원산으로 여러 가지 품종이 개발되어 있는 영산홍(R. indicum), 한라산에서 자라는 참꽃나무(R. weyrichii)등이 있다. 주의할 점은 진달래는 식용이지만, 철쭉은 독성이 있어 먹으면 위험하고, 잘못하면 사망할 수 있다.

## 꽃말
자제, 사랑의 즐거움